# Elecciones regionales de Áncash de 2010
Las elecciones regionales de Áncash de 2010 se llevaron a cabo el 3 de octubre de 2010 para elegir al presidente regional, al vicepresidente regional y al Consejo Regional para el periodo 2011-2014. La elección se celebró simultáneamente con elecciones regionales y municipales (provinciales y distritales) en todo el Perú.

## Sistema electoral
El Gobierno Regional de Áncash es el órgano administrativo y de gobierno del departamento de Áncash. Está compuesto por el presidente regional, el vicepresidente regional y el Consejo Regional.
La votación se realiza en base al sufragio universal, que comprende a todos los ciudadanos nacionales mayores de dieciocho años, empadronados y residentes en el departamento de Áncash y en pleno goce de sus derechos políticos.
El presidente y vicepresidente regional son elegidos por sufragio directo. Para que un candidato sea proclamado ganador debe obtener no menos de 30 % de votos válidos. En caso ningún candidato logre ese porcentaje en la primera vuelta electoral, los dos candidatos más votados participan en una segunda vuelta o balotaje.
El Consejo Regional de Áncash está compuesto por 20 consejeros elegidos por sufragio directo para un período de cuatro (4) años. La votación es por lista cerrada y bloqueada. Cada provincia del departamento de Áncash constituye una circunscripción electoral. Se asigna a la lista ganadora los escaños según el método d'Hondt. La distribución y el número de consejeros regionales es la siguiente:
| Circunscripción | Escaños | Mapa |
| --- | ------- | ---- |
| Aija, Antonio Raimondi, Asunción, Bolognesi, Carlos Fermín Fitzcarrald, Carhuaz, Casma, Corongo, Huaraz, Huari, Huarmey, Huaylas, Mariscal Luzuriaga, Ocros, Pallasca, Pomabamba, Recuay, Santa, Sihuas y Yungay | 1       |      |

## Composición del Consejo Regional de Áncash
La siguiente tabla muestra la composición del Consejo Regional de Áncash en la actualidad.
| Partidos | Partidos                                              | Consejeros |
| -------- | ----------------------------------------------------- | ---------- |
|          | Movimiento Regional Independiente Cuenta Conmigo      | 11         |
|          | Partido Aprista Peruano                               | 3          |
|          | Resurgimiento Peruano                                 | 3          |
|          | Movimiento Independiente Regional Río Santa Caudaloso | 2          |
|          | Alianza Regional Áncash                               | 1          |

## Partidos y candidatos
A continuación se muestra una lista de los principales partidos y alianzas electorales que participaron en las elecciones:
| Candidatura | Candidatura | Partidos y alianzas                                                 | Candidato | Candidato                      | Ideología                                                          | Resultado previo | Resultado previo | Ref. |
| Candidatura | Candidatura | Partidos y alianzas                                                 | Candidato | Candidato                      | Ideología                                                          | Votos (%)        | Con.             | Ref. |
| ----------- | ----------- | ------------------------------------------------------------------- | --------- | ------------------------------ | ------------------------------------------------------------------ | ---------------- | ---------------- | ---- |
|             | C           | Lista - Movimiento Regional Independiente Cuenta Conmigo (C)        |           | César Álvarez Aguilar          | Regionalismo ancashino                                             | 28.34%           | 11               |      |
|             | APRA        | Lista - Partido Aprista Peruano (APRA)                              |           | Antenor Díaz Delgado           | Aprismo                                                            | 17.59%           | 3                |      |
|             | RSC         | Lista - Movimiento Independiente Regional Río Santa Caudaloso (RSC) |           | Edwards Vizcarra Zorrilla      | Regionalismo ancashino                                             | 11.04%           | 2                |      |
|             | PP          | Lista - Perú Posible (PP)                                           |           | Pedro Carranza López           | Socioliberalismo Democracia liberal Tercera vía                    | 6.89%            | 1                |      |
|             | APP         | Lista - Alianza para el Progreso (APP)                              |           | Arturo Calderón Zárate         | Liberalismo económico Conservadurismo liberal Populismo de derecha | 4.88%            | 0                |      |
|             | UPP         | Lista - Unión por el Perú (UPP)                                     |           | Víctor Jaimes Alvarado         | Liberalismo Progresismo Socialdemocracia                           | 4.42%            | 0                |      |
|             | MANPE       | Lista - Movimiento Acción Nacionalista Peruano (MANPE)              |           | Eloy Narváez Soto              | Regionalismo ancashino                                             | 2.23%            | 0                |      |
|             | AP          | Lista - Acción Popular (AP)                                         |           | Pablo Vega Vilcarima           | Humanismo Nacionalismo cívico Reformismo                           | 1.97%            | 0                |      |
|             | RN          | Lista - Restauración Nacional (RN)                                  |           | Luis Saavedra Contreras        | Liberalismo económico Humanismo cristiano Evangelismo              | 1.58%            | 0                |      |
|             | SP          | Lista - Somos Perú (SP)                                             |           | Marcos Benites Guevara         | Democracia cristiana Conservadurismo social                        | Nuevo            | Nuevo            |      |
|             | MNI         | Lista - Movimiento Nueva Izquierda (MNI)                            |           | Eliezer Vertiz Urbina          | Marxismo-leninismo Mariateguismo Socialismo democrático            | Nuevo            | Nuevo            |      |
|             | SU          | Lista - Siempre Unidos (SU)                                         |           | Alfonso Romero Baylon          | Partido atrapalotodo                                               | Nuevo            | Nuevo            |      |
|             | TPP         | Lista - Todos por el Perú (TPP)                                     |           | Jaime Minaya Castromonte       | Liberalismo Humanismo Progresismo                                  | Nuevo            | Nuevo            |      |
|             | MINDE       | Lista - Movimiento Independiente Nuevo Destino (MINDE)              |           | Edwin Valdivia Llamosas        | Regionalismo ancashino                                             | Nuevo            | Nuevo            |      |
|             | PAPO        | Lista - Participación Popular (PAPO)                                |           | Alejo Mejía Antúnez            | Partido atrapalotodo                                               | Nuevo            | Nuevo            |      |
|             | F2011       | Lista - Fuerza 2011 (F2011)                                         |           | Schristhoper Alcázar Mostacero | Fujimorismo Conservadurismo social Populismo de derecha            | Nuevo            | Nuevo            |      |
|             | AD          | Lista - Áncash Dignidad (AD)                                        |           | Saúl Valladares Silva          | Regionalismo ancashino                                             | Nuevo            | Nuevo            |      |
|             | MIRPA       | Lista - Movimiento Independiente Regional Puro Áncash (MIRPA)       |           | Hugo Edgar Cáceres             | Regionalismo ancashino                                             | Nuevo            | Nuevo            |      |
|             | UxA         | Lista - Movimiento Independiente Regional Unidos por Áncash (UxA)   |           | Arce Vidal Trujillo Quezada    | Regionalismo ancashino                                             | Nuevo            | Nuevo            |      |

## Sondeos de opinión
La siguiente tabla enumera las estimaciones de la intención de voto en orden cronológico inverso, mostrando las más recientes primero y utilizando las fechas en las que se realizó el trabajo de campo de la encuesta. Cuando se desconocen las fechas del trabajo de campo, se proporciona la fecha de publicación.
Leyenda:
     Sondeo realizado en el periodo de prohibición legal de la difusión de sondeos de intención de voto.

### Intención de voto
La siguiente tabla enumera las estimaciones ponderadas (sin incluir votos en blanco y nulos) de la intención de voto.
|                               |            |   |      |      |     |     |     |      |  |  |
| Elecciones regionales de 2010 | 3 oct 2010 | — | 32.7 | 13.2 | 9.3 | 8.5 | 6.5 | 19.5 |  |  |
|                               |            |   |      |      |     |     |     |      |  |  |
| Ipsos Apoyo/América           | 3 oct 2010 | ? | 28.4 | 15.2 | –   | –   | –   | 13.2 |  |  |

## Resultados

### Gobierno Regional de Áncash
|                      | César Álvarez Aguilar          | Movimiento Regional Independiente Cuenta Conmigo (C)        | 150,104 | 32.65 |  |  |  |
|                      | Ricardo Narváez Soto           | Movimiento Acción Nacionalista Peruano (MANPE)              | 60,518  | 13.17 |  |  |  |
|                      | Arturo Calderón Zárate         | Alianza para el Progreso (APP)                              | 42,885  | 9.33  |  |  |  |
|                      | Antenor Díaz Delgado           | Partido Aprista Peruano (APRA)                              | 39,246  | 8.54  |  |  |  |
|                      | Hugo Edgar Cáceres             | Movimiento Independiente Regional Puro Áncash (PAN)         | 30,051  | 6.54  |  |  |  |
|                      | Edwards Vizcarra Zorrilla      | Movimiento Independiente Regional Río Santa Caudaloso (RSC) | 28,609  | 6.22  |  |  |  |
|                      | Pedro Carranza López           | Perú Posible (PP)                                           | 19,413  | 4.22  |  |  |  |
|                      | Marcos Benites Guevara         | Somos Perú (SP)                                             | 15,306  | 3.33  |  |  |  |
|                      | Schristhoper Alcázar Mostacero | Fuerza 2011 (F2011)                                         | 15,088  | 3.28  |  |  |  |
|                      | Víctor Jaimes Alvarado         | Unión por el Perú (UPP)                                     | 14,596  | 3.18  |  |  |  |
|                      | Edwin Valdivia Llamosas        | Movimiento Independiente Nuevo Destino (MINDE)              | 8,250   | 1.79  |  |  |  |
|                      | Luis Saavedra Contreras        | Restauración Nacional (RN)                                  | 6,892   | 1.50  |  |  |  |
|                      | Eliezer Vertiz Urbina          | Movimiento Nueva Izquierda (MNI)                            | 6,317   | 1.37  |  |  |  |
|                      | Saúl Valladares Silva          | Áncash Dignidad (AD)                                        | 5,608   | 1.22  |  |  |  |
|                      | Arce Vidal Trujillo Quezada    | Movimiento Independiente Regional Unidos por Áncash (UxA)   | 4,678   | 1.02  |  |  |  |
|                      | Pablo Vega Vilcarima           | Acción Popular (AP)                                         | 3,837   | 0.83  |  |  |  |
|                      | Alfonso Romero Baylon          | Siempre Unidos (SU)                                         | 3,625   | 0.79  |  |  |  |
|                      | Jaime Minaya Castromonte       | Todos por el Perú (TPP)                                     | 2,675   | 0.58  |  |  |  |
|                      | Alejo Mejía Antúnez            | Participación Popular (PAPO)                                | 1,980   | 0.43  |  |  |  |
|                      |                                |                                                             |         |       |  |  |  |
| Total                | Total                          | Total                                                       | 459,678 |       |  |  |  |
|                      |                                |                                                             |         |       |  |  |  |
| Votos válidos        | Votos válidos                  | Votos válidos                                               | 459,678 | 73.36 |  |  |  |
| Votos en blanco      | Votos en blanco                | Votos en blanco                                             | 89,736  | 14.32 |  |  |  |
| Votos nulos          | Votos nulos                    | Votos nulos                                                 | 77,191  | 12.32 |  |  |  |
| Votos emitidos       | Votos emitidos                 | Votos emitidos                                              | 626,605 | 86.20 |  |  |  |
| Abstenciones         | Abstenciones                   | Abstenciones                                                | 100,292 | 13.80 |  |  |  |
| Votantes registrados | Votantes registrados           | Votantes registrados                                        | 726,897 |       |  |  |  |
|                      |                                |                                                             |         |       |  |  |  |
| Fuente:              |                                |                                                             |         |       |  |  |  |

### Consejo Regional de Áncash

#### Sumario general
|                        |                                                             |              |              |              |         |         |  |
| Partidos y coaliciones | Partidos y coaliciones                                      | Voto popular | Voto popular | Voto popular | Escaños | Escaños |  |
| Partidos y coaliciones | Partidos y coaliciones                                      | Votos        | %            | ±pp          | Total   | +/−     |  |
|                        | Movimiento Regional Independiente Cuenta Conmigo (C)        | 123,092      | 28.85        | +0.51        | 6       | –5      |  |
|                        | Movimiento Acción Nacionalista Peruano (MANPE)              | 41,515       | 9.73         | +7.50        | 5       | +5      |  |
|                        | Partido Aprista Peruano (APRA)                              | 39,908       | 9.35         | –8.24        | 1       | –2      |  |
|                        | Alianza para el Progreso (APP)                              | 37,718       | 8.84         | +3.96        | 1       | +1      |  |
|                        | Movimiento Independiente Regional Río Santa Caudaloso (RSC) | 30,807       | 7.22         | –3.82        | 0       | –2      |  |
|                        | Movimiento Independiente Regional Puro Áncash (PAN)         | 23,985       | 5.62         | Nuevo        | 0       | ±0      |  |
|                        | Perú Posible (PP)                                           | 23,182       | 5.43         | n/a          | 1       | ±0      |  |
|                        | Somos Perú (SP)                                             | 20,101       | 4.71         | n/a          | 2       | +2      |  |
|                        | Unión por el Perú (UPP)                                     | 16,275       | 3.82         | –0.60        | 2       | +2      |  |
|                        | Fuerza 2011 (F2011)                                         | 13,202       | 3.09         | Nuevo        | 1       | +1      |  |
|                        | Movimiento Nueva Izquierda (MNI)                            | 9,534        | 2.23         | n/a          | 0       | ±0      |  |
|                        | Movimiento Independiente Nuevo Destino (MINDE)              | 8,958        | 2.10         | Nuevo        | 0       | ±0      |  |
|                        | Restauración Nacional (RN)                                  | 8,475        | 1.99         | +0.41        | 1       | +1      |  |
|                        | Áncash Dignidad (AD)                                        | 7,205        | 1.69         | Nuevo        | 0       | ±0      |  |
|                        | Movimiento Independiente Regional Unidos por Áncash (UxA)   | 6,866        | 1.61         | Nuevo        | 0       | ±0      |  |
|                        | Acción Popular (AP)                                         | 4,412        | 1.03         | –0.94        | 0       | ±0      |  |
|                        | Siempre Unidos (SU)                                         | 4,232        | 0.99         | Nuevo        | 0       | ±0      |  |
|                        | Todos por el Perú (TPP)                                     | 4,091        | 0.96         | Nuevo        | 0       | ±0      |  |
|                        | Participación Popular (PAPO)                                | 3,046        | 0.71         | Nuevo        | 0       | ±0      |  |
|                        |                                                             |              |              |              |         |         |  |
| Total                  | Total                                                       | 426,604      |              |              | 20      | ±0      |  |
|                        |                                                             |              |              |              |         |         |  |
| Votos válidos          | Votos válidos                                               | 426,604      | 68.08        | –15.54       |         |         |  |
| Votos en blanco        | Votos en blanco                                             | 122,236      | 19.51        | +13.56       |         |         |  |
| Votos nulos            | Votos nulos                                                 | 77,765       | 12.41        | +1.98        |         |         |  |
| Votos emitidos         | Votos emitidos                                              | 626,605      | 86.20        | –1.10        |         |         |  |
| Abstenciones           | Abstenciones                                                | 100,292      | 13.80        | +1.10        |         |         |  |
| Votantes registrados   | Votantes registrados                                        | 726,897      |              |              |         |         |  |
|                        |                                                             |              |              |              |         |         |  |
| Fuente:                |                                                             |              |              |              |         |         |  |

#### Resultados por provincia
| Provincia             | C    | C    | MANPE | MANPE | APRA | APRA | APP  | APP | RSC  | RSC | PAN  | PAN | PP   | PP  | SP   | SP   | UPP  | UPP | F2011 | F2011 | MNI  | MNI | MINDE | MINDE | RN   | RN  |   |
| Provincia             | %    | E    | %     | E     | %    | E    | %    | E   | %    | E   | %    | E   | %    | E   | %    | E    | %    | E   | %     | E     | %    | E   | %     | E     | %    | E   |   |
| --------------------- | ---- | ---- | ----- | ----- | ---- | ---- | ---- | --- | ---- | --- | ---- | --- | ---- | --- | ---- | ---- | ---- | --- | ----- | ----- | ---- | --- | ----- | ----- | ---- | --- | - |
| Provincia             | Aija | 13.4 | –     | 7.9   | –    | 22.2 | –    | 3.2 | –    | 3.0 | –    | 6.5 | –    | 2.1 | –    | 22.7 | 1    | 2.4 | –     | 1.8   | –    |     |       | 4.3   | –    | 0.2 | – |
| Antonio Raimondi      | 12.7 | –    | 2.1   | –     | 7.6  | –    | 10.9 | –   | 5.8  | –   |      |     | 8.5  | –   | 7.1  | –    | 5.7  | –   | 0.7   | –     | 1.9  | –   | 3.2   | –     | 18.8 | 1   |   |
| Asunción              | 5.0  | –    | 2.9   | –     | 3.0  | –    | 46.4 | 1   | 0.8  | –   | 1.6  | –   | 2.5  | –   | 20.7 | –    |      |     | 0.3   | –     |      |     | 11.1  | –     | 0.7  | –   |   |
| Bolognesi             | 8.2  | –    | 18.1  | 1     | 10.2 | –    | 5.9  | –   | 9.7  | –   |      |     | 12.6 | –   | 13.8 | –    | 3.8  | –   | 4.6   | –     | 6.3  | –   | 2.4   | –     |      |     |   |
| Carhuaz               | 4.1  | –    | 18.2  | 1     | 2.0  | –    | 6.1  | –   | 6.0  | –   | 6.5  | –   | 12.2 | –   | 17.6 | –    | 3.5  | –   | 3.3   | –     | 3.2  | –   | 5.8   | –     | 2.0  | –   |   |
| Carlos F. Fitzcarrald | 9.9  | –    | 4.7   | –     | 1.0  | –    | 6.5  | –   | 9.4  | –   | 6.0  | –   | 13.4 | –   |      |      | 37.1 | 1   | 0.2   | –     | 1.6  | –   | 2.9   | –     | 0.2  | –   |   |
| Casma                 | 12.9 | –    | 26.9  | 1     | 14.0 | –    | 9.5  | –   |      |     | 6.7  | –   | 0.9  | –   | 11.1 | –    | 0.4  | –   | 4.4   | –     | 1.4  | –   | 0.5   | –     | 0.5  | –   |   |
| Corongo               |      |      | 6.5   | –     | 20.2 | 1    | 4.4  | –   | 16.6 | –   |      |     |      |     | 19.0 | –    | 3.6  | –   | 4.0   | –     |      |     |       |       | 4.9  | –   |   |
| Huaraz                | 9.2  | –    | 20.2  | 1     | 4.6  | –    | 9.8  | –   | 6.4  | –   | 17.7 | –   | 4.0  | –   | 1.6  | –    | 1.7  | –   |       |       | 6.2  | –   | 1.9   | –     | 5.7  | –   |   |
| Huari                 | 4.3  | –    | 22.7  | 1     | 3.3  | –    | 21.2 | –   | 3.6  | –   | 4.3  | –   | 3.7  | –   | 8.1  | –    | 17.7 | –   | 1.5   | –     | 0.9  | –   | 0.8   | –     | 3.6  | –   |   |
| Huarmey               | 14.0 | 1    | 9.0   | –     | 5.9  | –    |      |     | 7.2  | –   | 6.8  | –   | 4.6  | –   | 1.0  | –    | 2.9  | –   | 1.7   | –     | 0.6  | –   | 9.1   | –     | 3.7  | –   |   |
| Huaylas               | 25.0 | 1    |       |       | 9.5  | –    | 6.6  | –   | 20.8 | –   | 5.5  | –   | 2.3  | –   |      |      | 1.6  | –   | 7.9   | –     | 14.0 | –   |       |       | 0.8  | –   |   |
| Mariscal Luzuriaga    | 26.1 | 1    | 5.7   | –     | 3.3  | –    | 5.0  | –   | 20.0 | –   | 1.5  | –   |      |     | 0.2  | –    | 16.8 | –   | 0.2   | –     | 0.5  | –   | 17.6  | –     | 0.3  | –   |   |
| Ocros                 | 19.4 | –    | 6.1   | –     | 3.7  | –    | 19.8 | –   | 1.5  | –   |      |     | 2.6  | –   | 4.6  | –    |      |     | 24.1  | 1     | 2.3  | –   | 0.2   | –     | 0.7  | –   |   |
| Pallasca              | 35.2 | 1    | 1.7   | –     | 6.4  | –    | 4.3  | –   | 10.2 | –   | 0.3  | –   | 33.5 | –   | 3.8  | –    | 1.1  | –   | 2.2   | –     |      |     |       |       | 0.2  | –   |   |
| Pomabamba             | 7.3  | –    | 5.4   | –     | 3.3  | –    | 8.7  | –   | 10.0 | –   |      |     | 5.9  | –   | 24.9 | 1    | 0.5  | –   | 0.7   | –     | 3.4  | –   | 1.4   | –     | 2.9  | –   |   |
| Recuay                | 4.1  | –    | 13.5  | –     | 16.0 | –    | 5.8  | –   | 22.7 | –   |      |     | 23.9 | 1   | 1.6  | –    | 1.3  | –   |       |       | 1.2  | –   | 0.6   | –     | 1.2  | –   |   |
| Santa                 | 50.3 | 1    | 3.8   | –     | 13.4 | –    | 7.4  | –   | 6.7  | –   | 3.5  | –   | 4.0  | –   | 2.1  | –    | 0.3  | –   | 4.0   | –     | 0.6  | –   | 0.4   | –     | 0.9  | –   |   |
| Sihuas                | 25.0 | 1    | 7.7   | –     | 7.2  | –    | 23.5 | –   |      |     | 0.6  | –   | 8.8  | –   | 9.8  | –    | 2.9  | –   | 6.4   | –     | 2.2  | –   | 2.0   | –     | 0.8  | –   |   |
| Yungay                | 9.8  | –    | 13.5  | –     | 1.6  | –    | 9.7  | –   | 5.2  | –   | 8.0  | –   | 1.7  | –   | 5.3  | –    | 20.8 | 1   |       |       | 0.7  | –   | 10.9  | –     | 0.7  | –   |   |
| Total                 | 28.9 | 6    | 9.7   | 5     | 9.4  | 1    | 8.8  | 1   | 7.2  | –   | 5.6  | –   | 5.4  | 1   | 4.7  | 2    | 3.8  | 2   | 3.1   | 1     | 2.2  | –   | 2.1   | –     | 2.0  | 1   |   |

### Autoridades electas
| Cargo                                                        | Autoridad electa | Autoridad electa            | Partido político | Partido político                                 |
| ------------------------------------------------------------ | ---------------- | --------------------------- | ---------------- | ------------------------------------------------ |
| Presidente Regional de Áncash                                |                  | César Álvarez Aguilar       |                  | Movimiento Regional Independiente Cuenta Conmigo |
| Vicepresidente Regional de Áncash                            |                  | Florencio Román Reyna       |                  | Movimiento Regional Independiente Cuenta Conmigo |
| Consejero Regional de Áncash (por Aija)                      |                  | Orley Salvador Lugo         |                  | Somos Perú                                       |
| Consejero Regional de Áncash (por Antonio Raymondi)          |                  | John Muñoz Olivares         |                  | Restauración Nacional                            |
| Consejero Regional de Áncash (por Asunción)                  |                  | Wilfredo Ramírez Padilla    |                  | Alianza para el Progreso                         |
| Consejero Regional de Áncash (por Bolognesi)                 |                  | Gudberto Carrera Padilla    |                  | Movimiento Acción Nacionalista Peruano           |
| Consejero Regional de Áncash (por Carhuaz)                   |                  | César Senozaín Torres       |                  | Movimiento Acción Nacionalista Peruano           |
| Consejero Regional de Áncash (por Carlos Fermín Fitzcarrald) |                  | Gabriel Gonzales Ayala      |                  | Unión por el Perú                                |
| Consejero Regional de Áncash (por Casma)                     |                  | Jesús Rodríguez Fuentes     |                  | Movimiento Acción Nacionalista Peruano           |
| Consejero Regional de Áncash (por Corongo)                   |                  | Jorge Trevejo Méndez        |                  | Partido Aprista Peruano                          |
| Consejera Regional de Áncash (por Huaraz)                    |                  | Rosa Castillo de Solórzano  |                  | Movimiento Acción Nacionalista Peruano           |
| Consejero Regional de Áncash (por Huari)                     |                  | Roberto Rodríguez Pasco     |                  | Movimiento Acción Nacionalista Peruano           |
| Consejera Regional de Áncash (por Huarmey)                   |                  | Juana Mejía Díaz de Maguiña |                  | Movimiento Regional Independiente Cuenta Conmigo |
| Consejero Regional de Áncash (por Huaylas)                   |                  | Jorge Villanueva Aldave     |                  | Movimiento Regional Independiente Cuenta Conmigo |
| Consejero Regional de Áncash (por Mariscal Luzuriaga)        |                  | Zenón Ayala López           |                  | Movimiento Regional Independiente Cuenta Conmigo |
| Consejero Regional de Áncash (por Ocros)                     |                  | Elamidiana León Gamarra     |                  | Fuerza 2011                                      |
| Consejero Regional de Áncash (por Pallasca)                  |                  | Martín Espinal Reyes        |                  | Movimiento Regional Independiente Cuenta Conmigo |
| Consejero Regional de Áncash (por Pomabamba)                 |                  | Hernán López Herrera        |                  | Somos Perú                                       |
| Consejero Regional de Áncash (por Recuay)                    |                  | Walter Moscol Riofrio       |                  | Perú Posible                                     |
| Consejero Regional de Áncash (por Santa)                     |                  | Juan Chuiz Villanueva       |                  | Movimiento Regional Independiente Cuenta Conmigo |
| Consejero Regional de Áncash (por Sihuas)                    |                  | Julio Ramos Lucio Olano     |                  | Movimiento Regional Independiente Cuenta Conmigo |
| Consejero Regional de Áncash (por Yungay)                    |                  | Magdalena Gamarra Cruz      |                  | Unión por el Perú                                |